# Pelagia (geslacht)
Pelagia is een geslacht van schijfkwallen uit de familie van de Pelagiidae. 

## Soorten
- Pelagia benovici Piraino, Aglieri, Scorrano & Boero, 2014
- Pelagia noctiluca (Forsskål, 1775) (Parelkwal)